# Dual-Direct-Hemmung
Der Uhrmacher und Uhrenkonstrukteur Ludwig Oechslin entwickelte die sogenannte Dual-Direct-Hemmung, die auch manchmal als doppelter Direktantrieb bezeichnet wird, und stellte sie erstmals 2001 auf der Basler Uhrenmesse verwirklicht in einer Armbanduhr von Ulysse Nardin vor.
Es handelt sich um eine ankerlose freie Hemmung mit zwei Hemmungsrädern. Bei der Dual-Direct-Hemmung wird der Kraftimpuls von den hohlen Zähnen der Hemmungsräder unmittelbar auf die Unruh übertragen. Das erste Hemmungsrad wird über ein Trieb vom Räderwerk, das zweite Hemmungsrad wird über die Zahnkränze der Hemmungsräder angetrieben. Ein Gesperr zwischen den Hemmungsrädern und der Unruh bewirkt die Hemmung des Räderwerks, während die Unruh frei schwingt.